# جوهرون (الرجم)

تعديل مصدري - تعديل

جوهرون هي إحدى قرى عزلة الروحاني بمديرية الرجم التابعة لمحافظة المحويت، بلغ تعداد سكانها 465 نسمة حسب تعداد اليمن لعام 2004.